# Wasted on You (песня Evanescence)
Wasted on You (с англ. — «Зря трачу на тебя время») — песня американской рок-группы Evanescence. Лейбл BMG осуществил интернет-релиз трека в качестве ведущего сингла с пятого студийного альбома The Bitter Truth («Горькая правда») 24 апреля 2020 года. Трек был написан совместными усилиями участников группы. Продюсером выступил Ник Раскулинец.

## О песне
Wasted on You стала первой из четырёх песен, над которыми в начале 2020 года группа работала совместно с Ником Раскулинцем. Наряду с четырьмя другими композициями выпущена в качестве сингла.
Мы не планировали выпускать Wasted on You первым синглом, но когда весь мир ушёл на неопределённый срок на карантин и всё вокруг поменялось, то изменилось и виденье того, о чём говорится в тексте. Я вкладывала в него иной смысл, но в любом случае он заключает в себе именно такой посыл — это песня о том, какие трудности нам приходится сейчас преодолевать. Мы работали над записью, пока локдаун не лишил нас возможности собираться в студии, и заканчивали её уже удалённо, созваниваясь и обмениваясь файлами по интернету. Микширование, добавление бэк-вокала, создание видео и обложки для альбома — эта работа на дому была для меня как вода в пустыне, как луч света в тёмном царстве. 

## Участники записи
Верифицированный текст песни взят с норвежско-американской платформы Tidal.
Ник Раскулинец — продюсер, звукорежиссёр
Эми Ли — текст песни, вокал, музыкальное программирование
Уилл Хант — музыкальное программирование
Тьяго Нуньез — программирование
Тед Дженсен — мастеринг-инженер

## Видео
Официальный клип вышел на видеохостинге YouTube 24 апреля 2020 года одновременно с релизом трека. Видео снято на мобильные телефоны участников. Руководство съёмочным процессом взял на себя П. Р. Браун, поддерживая связь с музыкантами через FaceTime.

## Награды и номинации
| Год  | Организация            | Награда   | Результат | Ссылка |
| ---- | ---------------------- | --------- | --------- | ------ |
| 2020 | MTV Video Music Awards | Best Rock | Номинация | [ 6 ]  |

## Чарты
| Чарт (2020)                                  | Высшая позиция |
| -------------------------------------------- | -------------- |
| Канада (Canada Digital Songs, Billboard)     | 29             |
| Венгрия (Single Top 40)                      | 16             |
| Шотландия (Scottish Singles Chart)           | 49             |
| Великобритания (UK Singles Sales, OCC)       | 42             |
| Великобритания (UK Singles Downloads Chart)  | 41             |
| Великобритания (UK Rock Chart)               | 35             |
| США (Billboard Digital Songs)                | 26             |
| США (Billboard Hot Rock & Alternative Songs) | 16             |

## В других странах
| Регион | Дата           | Формат                     | Лейбл | Ref.   |
| ------ | -------------- | -------------------------- | ----- | ------ |
| США    | 24 апреля 2020 | Digital download streaming | BMG   | [ 3 ]  |
| Италия | 1 мая 2020     | Contemporary hit radio     | Sony  | [ 15 ] |